# Góra Sabuca
Góra Sabuca (453 m) – skaliste wzniesienie w Skarżycach (dzielnica Zawiercia) w województwie śląskim. Znajduje się przy drodze ze Skarżyc do Bilanowic, w odległości około 420 m na wschód od tej drogi. Wznosi się wśród pól uprawnych i ma skalisty wierzchołek. Znajduje się na nim znak geodezyjny. Dawniej całe wzniesienie było bezleśne, obecnie zarasta roślinnością kserotermiczną. Skały zbudowane są z wapieni, pod względem geograficznym są to tereny Wyżyny Częstochowskiej.
Na Expressmap Góra Sabuca opisana jest błędnie jako Chełmy. Właściwe wzniesienie Chełmy znajduje się w odległości około 280 m na północny zachód od Góry Sabuca.